# Motif décoratif en briques vitrifiées
La brique pleine, par la régularité de ses dimensions, se prête à toute une gamme d'appareillages et présente l'avantage d'être facilement maniée d'une seule main. La composition de l'argile avec laquelle elle est fabriquée permet aussi de jouer avec les teintes.
La teinte et le positionnement permettent donc de créer différents motifs décoratifs de façon à égayer ou embellir une façade en cassant la monotonie de l'empilement et l'alignement de la même forme répétée.
L'emploi ponctuel de briques de couleur plus sombre et plus brillante accentue le contraste nécessaire pour souligner la volonté décorative. Ces briques presque noires sont appelées briques vernissées ou briques vitrifiées.
Au cours de l'Histoire, certaines régions se sont spécialisées dans l'emploi de ce matériau. En France, en Thiérache, les églises fortifiées s'en sont fait une spécialité, même si d'autres bâtiments (châteaux, par exemple, mais pas seulement) bénéficièrent de ce savoir-faire. En Normandie, différents édifices comme des colombiers par exemple présentent cette particularité. En Pologne, plusieurs châteaux-forts érigés par les Chevaliers Teutoniques se signalent par les mêmes décors.
Si une date peut ainsi avoir été tracée pour signaler la date de construction ou de restauration de telle ou telle partie d'un l'édifice, des symboles religieux sont des éléments habituels sur les façades (ou les tours) d'églises. Des motifs géométriques simples à base de losange sont de règle, ainsi que les quadrillages. Sont encore à mentionner des initiales et d'autres éléments dont l'identification et l'interprétation posent problème.

## Exemples de motifs

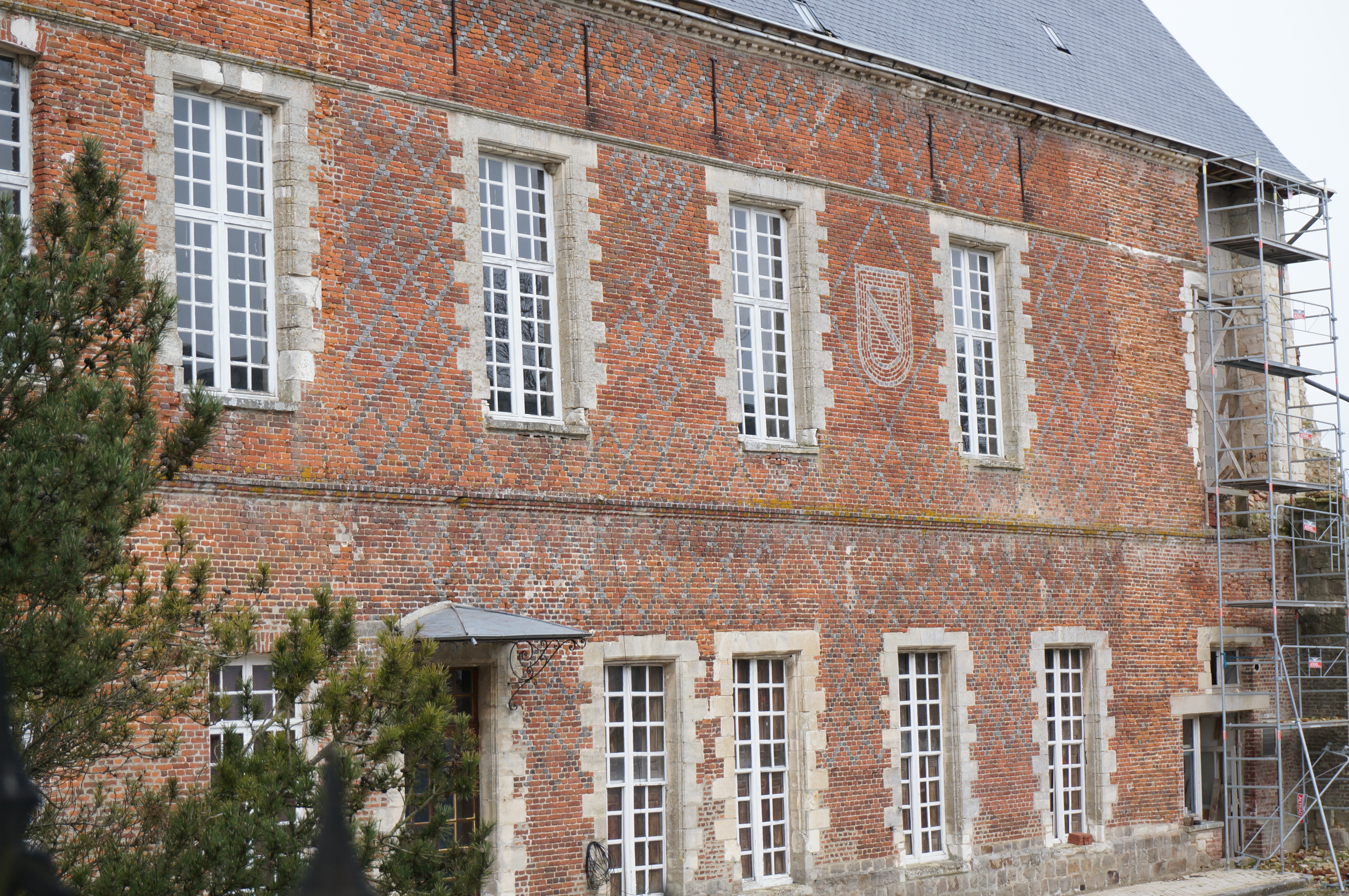
blason, cœurs et écriture, château de Marfontaine.
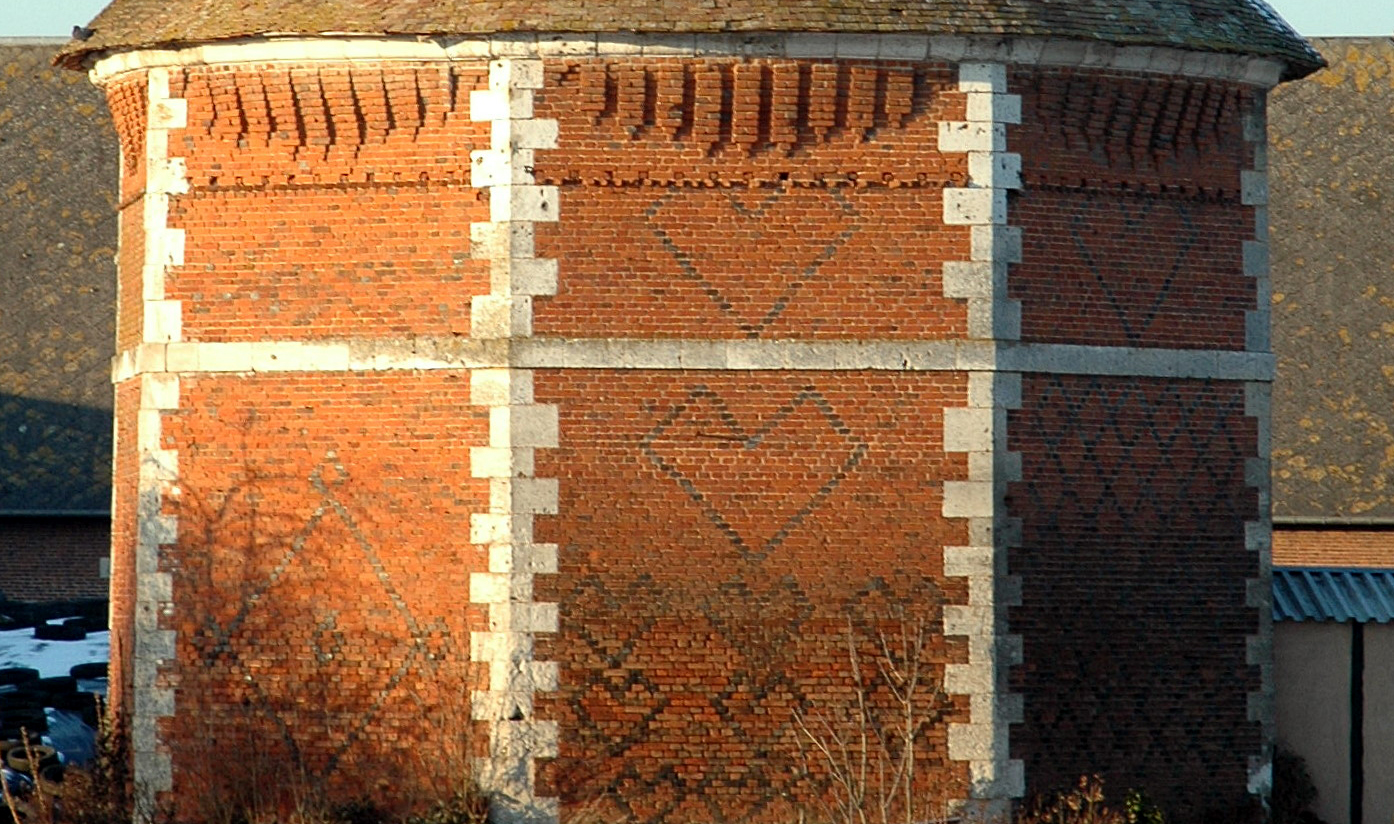
En Normandie, à Bourgtheroulde-Infreville.

### Dates

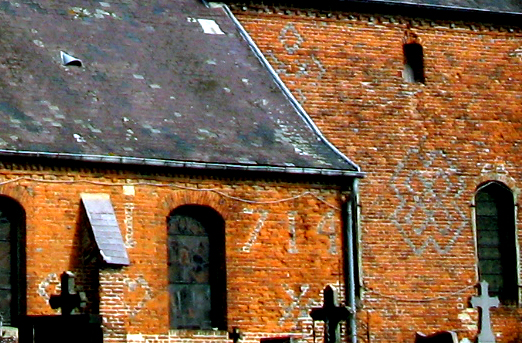
Date de 1714 à Lavaqueresse.

### Coeurs

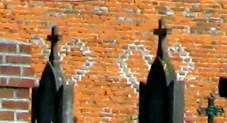
Double cœur à Lavaqueresse.

### Quadrillages

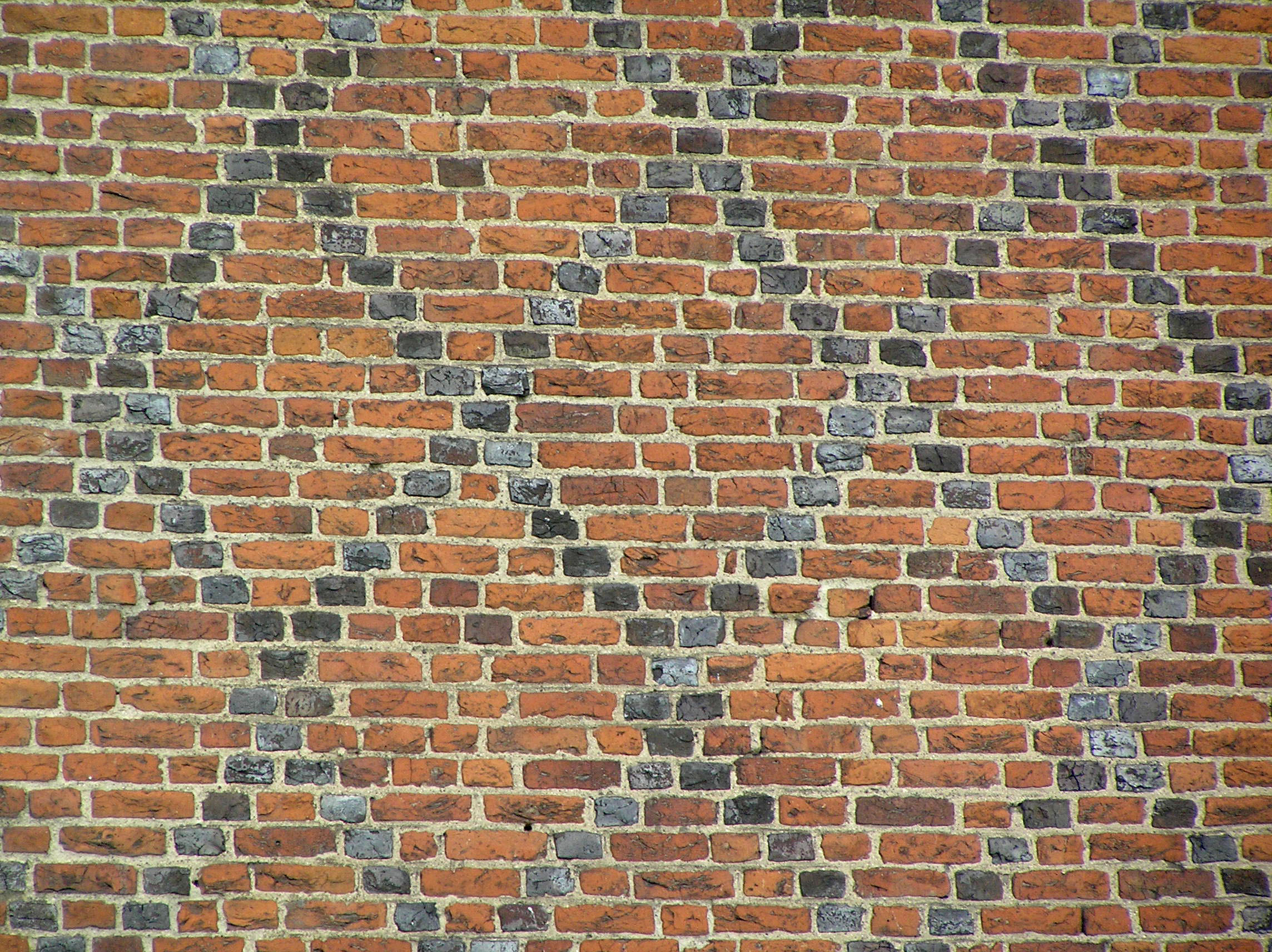
En Pologne, à Radzyń Chełmiński.

## Voir
- Glossaire de l'architecture